# 芒特奧本鎮區 (伊利諾伊州克里斯蒂安縣)
芒特奧本鎮區（英語：Mount Auburn Township）是位於美國伊利諾伊州克里斯蒂安縣的一個行政鎮區。

## 地方資料
根據2010年美國人口普查的數據，芒特奧本鎮區的面積為118.60平方千米，當中陸地面積為118.52平方千米，而水域面積為0.08平方千米。當地共有人口985人，而人口密度為每平方千米8.31人。